# Bedout
Le cratère d'impact nommé Bedout se situe au large de la côte nord-ouest de l'Australie. Il mesure environ 200 km de diamètre. 
C'est le troisième plus grand cratère d'impact sur Terre.
Certains scientifiques estiment qu'il pourrait s'agir de l'impact d'une météorite géante qui aurait provoqué la plus importante extinction connue d'espèces vivantes (90 à 95 % des espèces océaniques et 70 % des espèces terrestres), à la fin du Permien il y a environ 250 millions d'années.
Il fut découvert grâce à des forages pétroliers, puis la NASA et la NSF ont financé un programme de recherches dirigé par Luann Becker de l'université de Californie à Santa Barbara (UCSB).